# Орбитальная плоскость

Орбитальная плоскость при рассмотрении из плоскости отсчёта.

Орбитальную плоскость можно рассматривать относительно конических сечений, в рамках которых траектория орбиты определяется как пересечение конуса плоскостью. Параболическая (1) и гиперболическая (3) орбиты являются орбитами ухода, а эллиптическая и круговая орбиты являются замкнутыми.

Орбитальная плоскость (англ. Orbital plane) — геометрическая плоскость, в которой расположена орбита вращающегося тела. Примером является плоскость, в которой находится центр массивного тела, вращающееся тело в данный момент и спустя некоторое время.
Расположение плоскости орбиты относительно плоскости отсчёта определяется двумя параметрами: наклонением (i) и долготой восходящего узла (Ω). Орбитальную плоскость определяют три неколлинеарные точки в пространстве.
По определению плоскостью отсчёта для Солнечной системы считают орбитальную плоскость Земли. Она определяет эклиптику, круг небесной сферы, по  которому происходит видимое годичное движение Солнца.
В других случаях, например, для естественного или искусственного спутника вокруг другой планеты, удобно определять наклонение как угол между плоскостью орбиты и плоскостью экватора планеты.

## Искусственные спутники вокруг Земли
Для искусственных спутников орбитальная плоскость является определяющим параметром орбиты: как правило, изменение плоскости орбиты требует гораздо больших усилий, чем изменение орбитального периода или эксцентриситета.
Орбитальные плоскости спутников испытывают возмущения вследствие отсутствия сферической симметрии гравитационного влияния Земли. При этом орбитальная плоскость спутника медленно вращается вокруг Земли в зависимости от угла наклона плоскости орбиты к земному экватору. Для критического угла наклона плоскости орбита может стать солнечно-синхронной.